# Heiho
Heiho's (Japans: 兵補, letterlijk: aanvullende soldaat) waren in de Tweede Wereldoorlog inheemse hulpsoldaten in speciale eenheden in het bezette Nederlands-Indië. De Heiho's werden door het Japanse bestuur gebruikt om de rust onder de bevolking te bewaren. Later werden ze echter ook aan het front ingezet in Nieuw-Guinea. Het waren onder meer voormalige manschappen van het KNIL.
Nationalistische Indonesische leiders als Soekarno en Hatta propageerden de inzet van Heiho's: het waren immers Indonesische soldaten die vochten voor Indonesië. Toch kregen de Heiho's nimmer een  positie die gelijkwaardig was aan Japanse soldaten in de archipel.